# Méthode traditionnelle

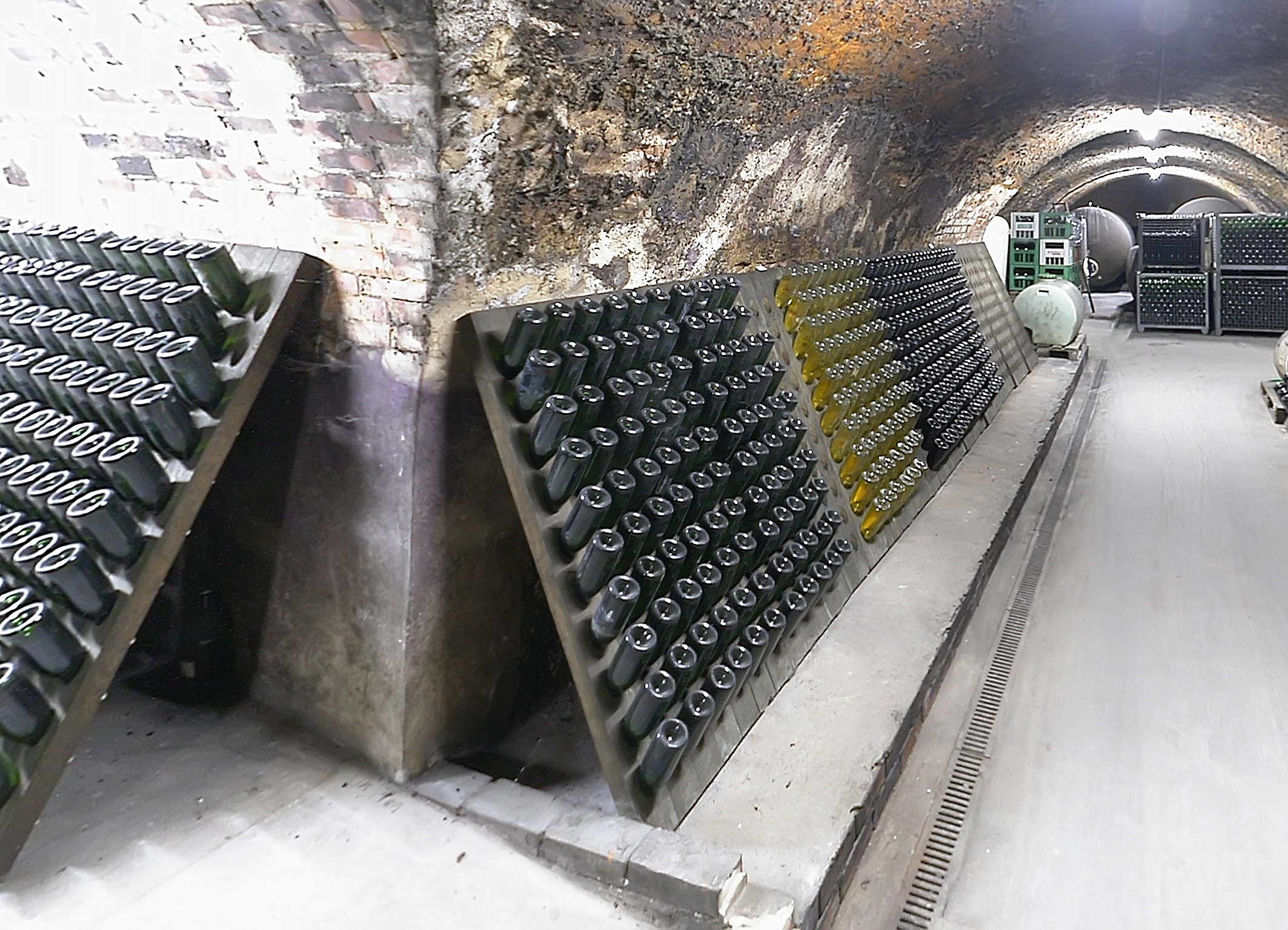
De kelder

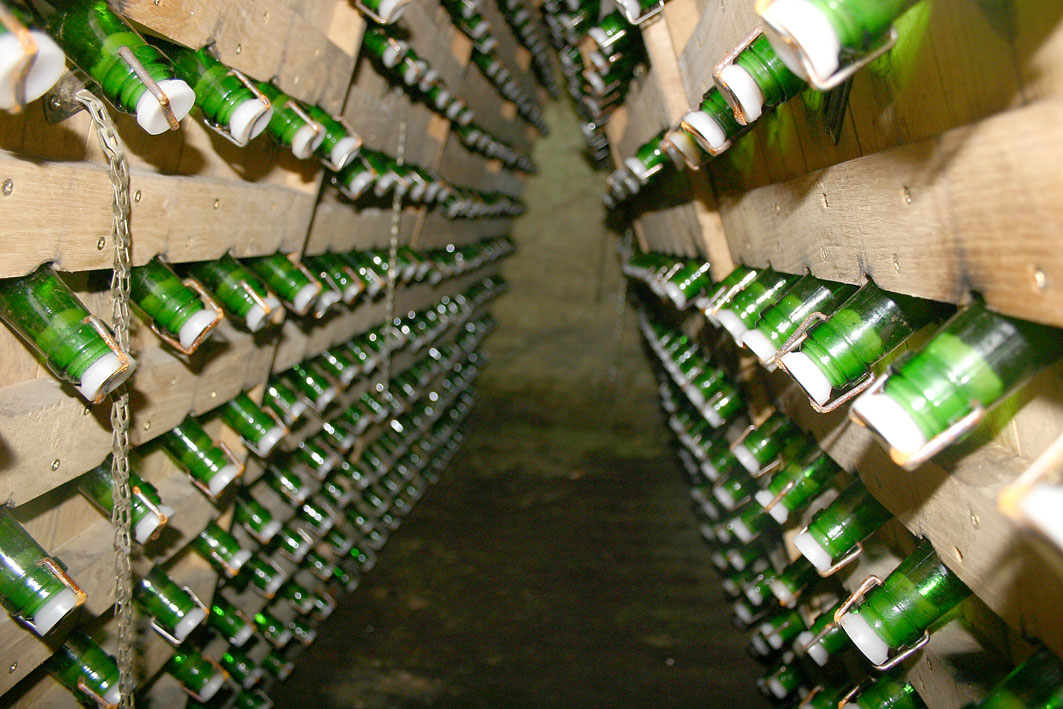
Kelder in Artjomowsk, Oekraïne

De méthode traditionnelle wordt gebruikt om champagne of andere mousserende wijnen te maken. Ze heeft tot doel een gisting van wijn in de fles te laten plaatsvinden, waardoor deze mousserend wordt. Daartoe worden verschillende wijnen tot een proto-champagne geassembleerd (de coupage). Vervolgens wordt deze proto-mousserende wijn op fles getrokken en wordt aan de proto-mousserende wijn een mengsel van in wijn opgeloste rietsuiker, eventueel citroenzuur en wat extra gist, toegevoegd de zogenaamde liqueur de tirage. De voornoemde handelingen resulteren in een tweede gisting op de fles.
Tijdens de tweede gisting, de prise de mousse, kan de druk in de fles oplopen tot 5 à 6 bar. Dit proces vindt plaats in zeer koele kelders gedurende de wettelijk voorgeschreven 60 dagen. Aansluitend worden de flessen enige tijd met de hals naar beneden opgelegd. Gedurende deze tijd worden ze regelmatig een slag gedraaid. Hetzij met de hand, hetzij machinaal, dit noemt men remuage. Hierdoor zakt het bezinksel van de tweede gisting in de hals van de fles. Om dit bezinksel te verwijderen bevriest men de hals om vervolgens de tijdelijke afsluiting te verwijderen, dit noemt men dégorgement. De in de extra sterk uitgevoerde fles opgebouwde druk zorgt ervoor dat het bevroren bezinksel, en een klein beetje mousserende wijn, eruit schiet.
De fles wordt daarop weer aangevuld met wijn en afhankelijk van de gewenste zoetheid van de mousserende wijn, voor een tweede keer voorzien van een bepaalde hoeveelheid in mousserende wijn opgeloste suiker, de liqueur d'expédition. Dan wordt de definitieve kurk op de fles geplaatst en wordt de mousserende wijn opnieuw opgelegd. Tijdens deze laatste opleggingsperiode wordt gecontroleerd of er geen derde (ongewenste) gisting optreedt.

## Méthode champenoise
De méthode traditionnelle werd vóór 1994 méthode champenoise genoemd. De Europese Unie heeft echter bepaald dat deze term te veel verwarring opleverde met de mousserende wijnen uit de Franse regio Champagne, wat ten koste van de inkomsten van de echte champagnemakers zou kunnen gaan. De term méthode traditionnelle (of méthode classique, klassische flaschengärung) wordt binnen de EU gebruikt voor wijnen uit andere wijnstreken die volgens deze methode zijn gemaakt, buiten de EU wordt de term méthode champenoise nog veel gebruikt. Wijn met deze term op het etiket mag echter niet worden geïmporteerd in de EU.
Voor Zuid-Afrikaanse wijnen wordt ook wel de term "Cap Classique" gebruikt.